# リ・スミン
リ・スミン（英語: Li Su Min、1974年8月1日 - ）は、北朝鮮出身の男性フィギュアスケート選手（男性シングル）。1992年アルベールビルオリンピック北朝鮮代表。北朝鮮の男子シングル選手がオリンピックに出場するのは、1988年のカルガリーオリンピックに出場したホ・カンに続いて2人目である。

## 主な戦績
| 大会/年          | 1991-92 |
| ---------------- | ------- |
| 冬季オリンピック | 28      |